# Ga Jeongpyeong

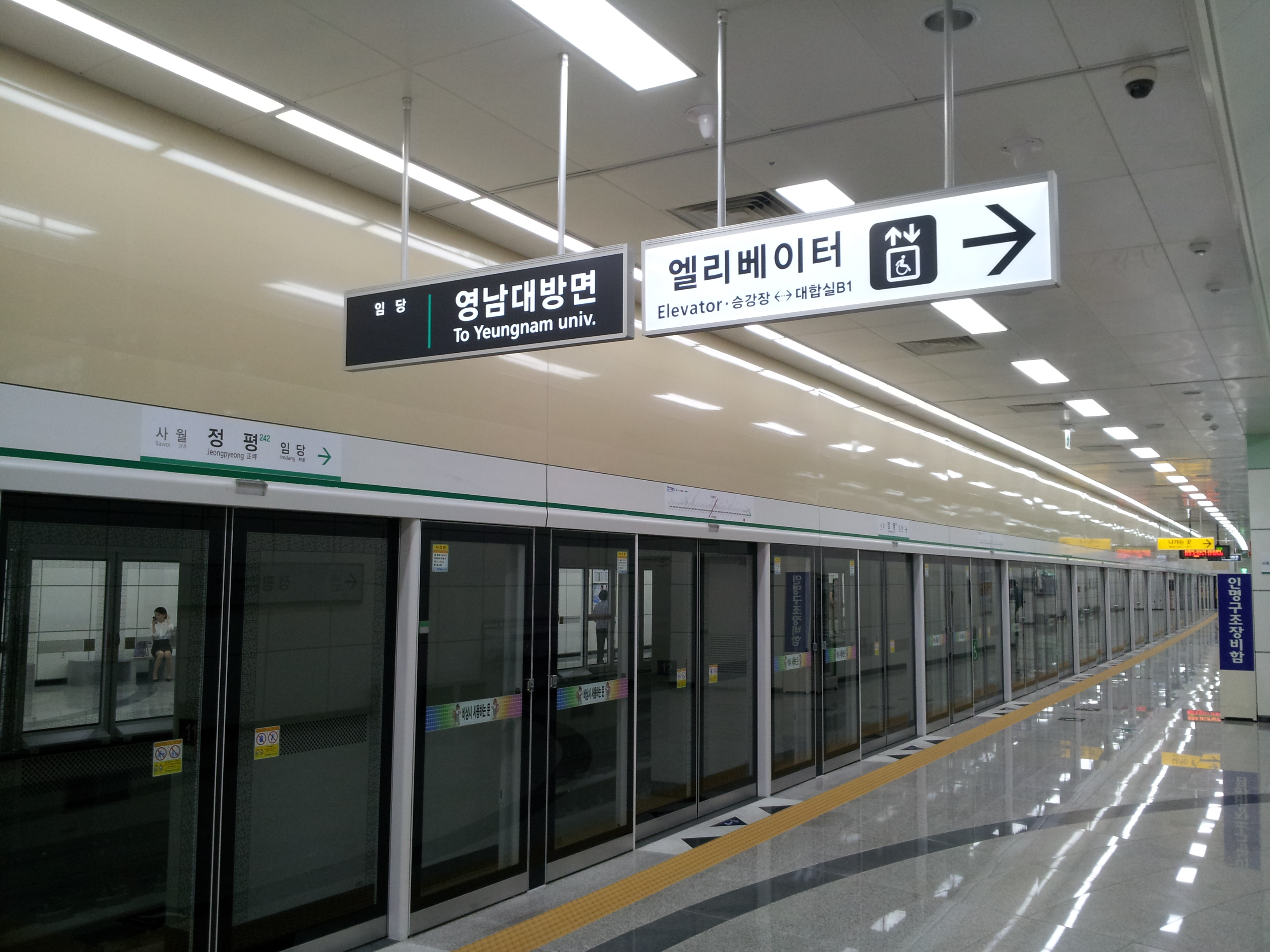
Sân ga

Ga Jeongpyeong là ga của Tàu điện ngầm Daegu tuyến 2 ở Jeongpyeong-dong, Gyeongsan, Gyeongsang Bắc, Hàn Quốc.

## Liên kết
- (tiếng Hàn) Trạm thông tin mạng Lưu trữ ngày 20 tháng 12 năm 2012 tại archive.today từ Tổng công ty đường sắt cao tốc đô thị Daegu